# Championnats des quatre continents de patinage artistique 2001
Navigation
Édition précédente Édition suivante
Les championnats des quatre continents 2001 ont lieu du 7 au 10 février 2001 au Delta Center de Salt Lake City aux États-Unis. 
Ces championnats des quatre continents sont l'événement test pour les compétitions de patinage artistique des Jeux olympiques d'hiver de 2002 qui vont avoir lieu dans cette même arène. 

## Qualifications
Les patineurs sont éligibles à l'épreuve s'ils représentent une nation non européenne membre de l'Union internationale de patinage (International Skating Union en anglais) et s'ils ont atteint l'âge de 15 ans avant le 1er juillet 2000 dans leur pays de naissance. La compétition correspondante pour les patineurs européens est le championnat d'Europe 2001. Les fédérations nationales sélectionnent leurs patineurs en fonction de leurs propres critères.
Chaque nation membre qualifiée peut avoir jusqu'à trois inscriptions par discipline, sans tenir compte des résultats de la saison précédente.

## Podiums
| Épreuves                            | Or                               | Argent                         | Bronze                                 |
| ----------------------------------- | -------------------------------- | ------------------------------ | -------------------------------------- |
| Messieurs résultats détaillés       | Li Chengjiang                    | Takeshi Honda                  | Michael Weiss                          |
| Dames résultats détaillés           | Fumie Suguri                     | Angela Nikodinov               | Yoshie Onda                            |
| Couples résultats détaillés         | Jamie Salé / David Pelletier     | Shen Xue / Zhao Hongbo         | Kyoko Ina / John Zimmerman             |
| Danse sur glace résultats détaillés | Shae-Lynn Bourne / Victor Kraatz | Naomi Lang / Peter Tchernyshev | Marie-France Dubreuil / Patrice Lauzon |

## Tableau des médailles
| Rang  | Nation     | Or | Argent | Bronze | Total |
| ----- | ---------- | -- | ------ | ------ | ----- |
| 1     | Canada     | 2  | 0      | 1      | 3     |
| 2     | Japon      | 1  | 1      | 1      | 3     |
| 3     | Chine      | 1  | 1      | 0      | 2     |
| 4     | États-Unis | 0  | 2      | 2      | 4     |
| Total | Total      | 4  | 4      | 4      | 12    |

## Détails des compétitions
Pour la saison 2000/2001, les calculs des points se font selon la méthode suivante :
- chez les Messieurs, les Dames et les Couples artistiques (0.5 point par place pour le programme court, 1 point par place pour le programme libre)
- en danse sur glace (0.4 point par place pour les deux danses imposées, 0.6 point par place pour la danse originale, 1 point par place pour la danse libre)

### Messieurs
| Rang    | Nom               | Nation           | Points | Prog. court | Prog. libre |
| ------- | ----------------- | ---------------- | ------ | ----------- | ----------- |
| 1       | Li Chengjiang     | Chine            | 2.0    | 2           | 1           |
| 2       | Takeshi Honda     | Japon            | 4.0    | 4           | 2           |
| 3       | Michael Weiss     | États-Unis       | 5.5    | 5           | 3           |
| 4       | Matthew Savoie    | États-Unis       | 7.5    | 3           | 6           |
| 5       | Zhang Min         | Chine            | 8.5    | 9           | 4           |
| 6       | Yamato Tamura     | Japon            | 10.5   | 5           | 8           |
| 7       | Emanuel Sandhu    | Canada           | 11.5   | 13          | 5           |
| 8       | Li Yunfei         | Chine            | 12.5   | 11          | 7           |
| 9       | Ben Ferreira      | Canada           | 12.5   | 7           | 9           |
| 10      | Yosuke Takeuchi   | Japon            | 17.0   | 14          | 10          |
| 11      | Jayson Dénommée   | Canada           | 17.0   | 12          | 11          |
| 12      | Roman Skorniakov  | Ouzbékistan      | 17.0   | 10          | 12          |
| 13      | Anthony Liu       | Australie        | 17.0   | 8           | 13          |
| 14      | Lee Kyu-hyun      | Corée du Sud     | 22.0   | 16          | 14          |
| 15      | Bradley Santer    | Australie        | 23.5   | 15          | 16          |
| 16      | Juri Litvinov     | Kazakhstan       | 24.0   | 18          | 15          |
| 17      | Vladimir Belomoin | Ouzbékistan      | 26.5   | 19          | 17          |
| 18      | Ricky Cockerill   | Nouvelle-Zélande | 26.5   | 17          | 18          |
| 19      | Simon Thode       | Nouvelle-Zélande | 29.5   | 21          | 19          |
| 20      | Mauricio Medellin | Mexique          | 30.0   | 20          | 20          |
| 21      | Manuel Segura     | Mexique          | 32.0   | 22          | 21          |
| Abandon | Todd Eldredge     | États-Unis       |        | 1           |             |

### Dames
| Rang                                          | Nom                      | Nation           | Points | Prog. court | Prog. libre |
| --------------------------------------------- | ------------------------ | ---------------- | ------ | ----------- | ----------- |
| 1                                             | Fumie Suguri             | Japon            | 2.0    | 2           | 1           |
| 2                                             | Angela Nikodinov         | États-Unis       | 5.5    | 7           | 2           |
| 3                                             | Yoshie Onda              | Japon            | 5.5    | 5           | 3           |
| 4                                             | Tatiana Malinina         | Ouzbékistan      | 5.5    | 1           | 5           |
| 5                                             | Jennifer Kirk            | États-Unis       | 6.0    | 4           | 4           |
| 6                                             | Shizuka Arakawa          | Japon            | 8.5    | 3           | 7           |
| 7                                             | Amber Corwin             | États-Unis       | 10.5   | 9           | 6           |
| 8                                             | Jennifer Robinson        | Canada           | 12.0   | 8           | 8           |
| 9                                             | Annie Bellemare          | Canada           | 13.0   | 6           | 10          |
| 10                                            | Stephanie Zhang          | Australie        | 14.0   | 10          | 9           |
| 11                                            | Nicole Watt              | Canada           | 19.5   | 17          | 11          |
| 12                                            | Joanne Carter            | Australie        | 19.5   | 15          | 12          |
| 13                                            | Park Bit-na              | Corée du Sud     | 19.5   | 11          | 14          |
| 14                                            | Miriam Manzano           | Australie        | 20.0   | 14          | 13          |
| 15                                            | Wang Huan                | Chine            | 22.5   | 13          | 16          |
| 16                                            | Fang Dan                 | Chine            | 24.0   | 18          | 15          |
| 17                                            | Carina Chen              | Taipei chinois   | 24.0   | 12          | 18          |
| 18                                            | Shirene Human            | Afrique du Sud   | 25.0   | 16          | 17          |
| 19                                            | Dirke O´Brien Baker      | Nouvelle-Zélande | 29.5   | 21          | 19          |
| 20                                            | Rocio Salas Visuet       | Mexique          | 31.0   | 20          | 21          |
| 21                                            | Sun Siyin                | Chine            | 31.5   | 23          | 20          |
| 22                                            | Marina Khalturina        | Kazakhstan       | 33.5   | 19          | 24          |
| 23                                            | Christine Lee            | Hong Kong        | 34.0   | 24          | 22          |
| 24                                            | Diane Chen               | Taipei chinois   | 34.0   | 22          | 23          |
| Patineuses éliminées après le programme court |                          |                  |        |             |             |
| 25                                            | Choi Young-eun           | Corée du Sud     |        | 25          | NC          |
| 26                                            | Anastasia Gimazetdinova  | Ouzbékistan      |        | 26          | NC          |
| 27                                            | Shin Yea-ji              | Corée du Sud     |        | 27          | NC          |
| 28                                            | Gladys Orozco Montemayor | Mexique          |        | 28          | NC          |
| 29                                            | Simone Joseph            | Afrique du Sud   |        | 29          | NC          |
| 30                                            | Quinn Wilmans            | Afrique du Sud   |        | 30          | NC          |
| 31                                            | Imelda-Rose Hegerty      | Nouvelle-Zélande |        | 31          | NC          |
| 32                                            | Ingrid Roth              | Mexique          |        | 32          | NC          |

### Couples
| Rang | Nom                                  | Nation      | Points | Prog. court | Prog. libre |
| ---- | ------------------------------------ | ----------- | ------ | ----------- | ----------- |
| 1    | Jamie Salé / David Pelletier         | Canada      | 1.5    | 1           | 1           |
| 2    | Shen Xue / Zhao Hongbo               | Chine       | 3.0    | 2           | 2           |
| 3    | Kyoko Ina / John Zimmerman           | États-Unis  | 4.5    | 3           | 3           |
| 4    | Pang Qing / Tong Jian                | Chine       | 7.0    | 6           | 4           |
| 5    | Tiffany Scott / Philip Dulebohn      | États-Unis  | 8.5    | 5           | 6           |
| 6    | Anabelle Langlois / Patrice Archetto | Canada      | 9.0    | 8           | 5           |
| 7    | Kristy Sargeant-Wirtz / Kris Wirtz   | Canada      | 9.0    | 4           | 7           |
| 8    | Yuko Kavaguti / Alexander Markuntsov | Japon       | 12.5   | 9           | 8           |
| 9    | Danielle Hartsell / Steve Hartsell   | États-Unis  | 12.5   | 7           | 9           |
| 10   | Natalia Ponomareva / Evgeni Sviridov | Ouzbékistan | 15.0   | 10          | 10          |
| 11   | Marina Aganina / Artem Knyazev       | Ouzbékistan | 16.5   | 11          | 11          |

### Danse sur glace
| Rang | Nom                                    | Nation      | Points | Danse imposée 1 | Danse imposée 2 | Danse originale | Danse libre |
| ---- | -------------------------------------- | ----------- | ------ | --------------- | --------------- | --------------- | ----------- |
| 1    | Shae-Lynn Bourne / Victor Kraatz       | Canada      | 2.0    | 1               | 1               | 1               | 1           |
| 2    | Naomi Lang / Peter Tchernyshev         | États-Unis  | 4.0    | 2               | 2               | 2               | 2           |
| 3    | Marie-France Dubreuil / Patrice Lauzon | Canada      | 6.0    | 3               | 3               | 3               | 3           |
| 4    | Megan Wing / Aaron Lowe                | Canada      | 9.0    | 5               | 5               | 5               | 4           |
| 5    | Jessica Joseph / Brandon Forsyth       | États-Unis  | 9.0    | 4               | 4               | 4               | 5           |
| 6    | Beata Handra / Charles Sinek           | États-Unis  | 12.0   | 6               | 6               | 6               | 6           |
| 7    | Nakako Tsuzuki / Rinat Farkhoutdinov   | Japon       | 14.0   | 7               | 7               | 7               | 7           |
| 8    | Zhang Weina / Cao Xianming             | Chine       | 16.0   | 8               | 8               | 8               | 8           |
| 9    | Nozomi Watanabe / Akiyuki Kido         | Japon       | 18.0   | 9               | 9               | 9               | 9           |
| 10   | Fan Ru / Suo Bin                       | Chine       | 20.0   | 10              | 10              | 10              | 10          |
| 11   | Olga Akimova / Andrei Driganov         | Ouzbékistan | 22.0   | 11              | 11              | 11              | 11          |
| 12   | Portia Duval-Rigby / Francis Rigby     | Australie   | 24.0   | 12              | 12              | 12              | 12          |
| 13   | Julia Klochko / Ramil Sarkulov         | Ouzbékistan | 26.0   | 13              | 13              | 13              | 13          |
| 14   | Natalie Buck / Trent Nelson-Bond       | Australie   | 28.0   | 14              | 14              | 14              | 14          |
| 15   | Alexandra Martin / Daniel Price        | Australie   | 30.0   | 15              | 15              | 15              | 15          |